# Ousman Manneh
Ousman Manneh (Ginak Kajata, 10 marzo 1997) è un ex calciatore gambiano.

## Caratteristiche tecniche
Attaccante, poteva giocare anche come ala destra. Forte fisicamente, era rapido nello scatto ed abile nel gioco aereo.

## Carriera

### Club
Nel 2004 inizia ad allenarsi nella Rush Soccer Academy, scuola statunitense per giovani calciatori a Bakau, piccolo paese gambiano.
Nel 2014, dopo essersi trasferito in Germania, firma un contratto con il Blumenthaler SV. Con la squadra giovanile realizza 15 reti in 11 incontri, attirando l'interesse del Werder Brema, che lo acquista nell'aprile 2015.
Grazie a buone prestazioni con le riserve, all'inizio della stagione 2016-2017 viene promosso in prima squadra. Compie il suo esordio in Bundesliga il 21 settembre 2016, partendo subito titolare nella sconfitta casalinga per 1-2 contro il Magonza. Segna il suo primo gol nel massimo campionato tedesco il 15 ottobre seguente, in occasione della vittoria per 2-1 contro il Bayer Leverkusen. Ottiene poi altre cinque presenze, tutte dal primo minuto.
Nell'annata 2017-2018, un edema osseo subito a marzo 2018 lo costringe a rimanere fuori dai giochi per 21 mesi.
Torna in campo l'8 dicembre 2019, nuovamente con la seconda squadra, subentrando negli ultimi venti minuti della partita persa 5-0 contro il Wolfsburg II. Il 1º luglio 2020 il Werder Brema decide di rescindere il contratto del giocatore.

### Nazionale
Nel giugno 2013 viene convocato in nazionale maggiore in vista delle partite contro la Costa d'Avorio e il Marocco, non riuscendo tuttavia a debuttare.

## Statistiche

### Presenze e reti nei club
Statistiche aggiornate al 8 dicembre 2019.
| Stagione               | Squadra                | Campionato             | Campionato | Campionato | Coppe nazionali | Coppe nazionali | Coppe nazionali | Coppe continentali | Coppe continentali | Coppe continentali | Altre coppe | Altre coppe | Altre coppe | Totale | Totale |
| Stagione               | Squadra                | Comp                   | Pres       | Reti       | Comp            | Pres            | Reti            | Comp               | Pres               | Reti               | Comp        | Pres        | Reti        | Pres   | Reti   |
| ---------------------- | ---------------------- | ---------------------- | ---------- | ---------- | --------------- | --------------- | --------------- | ------------------ | ------------------ | ------------------ | ----------- | ----------- | ----------- | ------ | ------ |
| 2015-2016              | Werder Brema II        | 3L                     | 31         | 3          | -               | -               | -               | -                  | -                  | -                  | -           | -           | -           | 31     | 3      |
| 2016-2017              | Werder Brema II        | 3L                     | 20         | 4          | -               | -               | -               | -                  | -                  | -                  | -           | -           | -           | 20     | 4      |
| 2017-2018              | Werder Brema II        | 3L                     | 17         | 5          | -               | -               | -               | -                  | -                  | -                  | -           | -           | -           | 17     | 5      |
| 2018-2019              | Werder Brema II        | RL                     | -          | -          | -               | -               | -               | -                  | -                  | -                  | -           | -           | -           | -      | -      |
| 2019-2020              | Werder Brema II        | RL                     | 1          | 0          | -               | -               | -               | -                  | -                  | -                  | -           | -           | -           | 1      | 0      |
| Totale Werder Brema II | Totale Werder Brema II | Totale Werder Brema II | 69         | 12         |                 | -               | -               |                    | -                  | -                  |             | -           | -           | 69     | 12     |
| 2016-2017              | Werder Brema           | BL                     | 6          | 1          | CG              | 0               | 0               | -                  | -                  | -                  | -           | -           | -           | 6      | 1      |
| Totale carriera        | Totale carriera        | Totale carriera        | 75         | 13         |                 | 0               | 0               |                    | -                  | -                  |             | -           | -           | 75     | 13     |

### Record
- Primo calciatore gambiano a segnare una rete in Bundesliga.[10]